# Acraea tenella
Acraea tenella är en fjärilsart som beskrevs av Alois Friedrich Rogenhofer 1891. Acraea tenella ingår i släktet Acraea och familjen praktfjärilar. Inga underarter finns listade i Catalogue of Life.